# Aeródromo de Kohunlich
El Aeródromo de Kohunlich (Código DGAC: KLI) es un pequeño aeropuerto ubicado en las cercanías de la zona arqueológica de Kohunlich en el municipio de Othón Pompeyo Blanco, Quintana Roo. Cuenta con una pista de aterrizaje de 998 metros de largo y 24 metros de ancho, una plataforma de aviación de 2,400 metros cuadrados (60m x 40m), una calle de rodaje de 10 metros de ancho que conecta la pista de aterrizaje con la plataforma, y cuanta también con un pequeño edificio terminal. Actualmente solo se utiliza con propósitos de aviación general.